# Кафана Галија у Нишу
Кафана Галија у Нишу   једна је од најпознатијих и култних кафана у централном делу улице Николе Пашића у строгом центру Ниша почев од њеног оснивања 1938/1939. године. У време оснивања кафане Ниш је са 41.000 становника био други највећи српски град у Краљевини Југославији. 

## Назив
Име кафане - „Галија” („Gallia”)  настало је  по истоименом француском ратном броду који су Немци потопили у Великом рату 4. октобра 1916 ,  док је превозио француске и српске војнике  (после албанске голготе) опораве у Бизерти (Тунис). На броду се тада налазило од укупно 2.350 путника и око 350 српских војника. Спасило се око 600 путника. У знак сећања на трагично страдале српске војнике и своје саборце, стицајем околности са овог брода преживели власник, кафане, изабрао је за свој новоосновани угоститељски објекат ово име. 
О томе данас сведочи спомен табла на улазу у кафану, свечано откривена 2016. године.

## Положај и значај
Положај
Зграда  кафане „Галија”, налази се y старом трговачком делу Ниша, жили куцавици нишког кафанског живота, некада и данас.   
Са предње стране у кафану се улази из Улици Николе Пашића 35, а са друге (задње стране) из летње баште у Копитаревој улици познатој и као Казанџијско сокаче. 
Удањена је 50 метара од зграде Нишке општине, Тржног центара Калча и Тржног центара „Форум” и централне градске пешачке зоне у Обреновићевој улици.
- Данашњи изглед кафане (2021) са предње и задње стране (са летњом баштом)

Значај
Значај кафане и њене грађевине за историју Ниша, је двострук:
- Као стециште културног и друштвеног живота Ниша, у другој полоивини 20. век. Поред рокера, ту су висили и љубитељи новог таласа, металци, хипици, добре лепе девојке разноразни уметници и песници, што улични, што салонски.
- Као једна од две преостале нишке кафане (друга је кафана Стара Србија) из прве половиме 20. века.

## Историја
Кафана је основана у освит Другог светског рата с краја 1930-тих, 1938. на 1939. године, мада неки хроничари ниша твред да је основана нешто раније. У време оснивања она је била једна у бескрајном низу кафанчина на југоистоку Србије, са дрвеном ламперијом импрегнираном никотином, пећком на чврсто гориво заједно са чунком,, прогорелим столњацима, танким избором пића и одвратним  пикслама.  Лети је је овај суморни амбијент красила најпријатнија летња башта у граду, у хладовини спод касније посечених липа са погледом на улицу Николе Пашића, којом јсу пролазили становници Ниша.

Кафану је основао промућурни сељак Вучко Митровић из села Сечаница, који је стигао у Ниш с почетка 20. века у потрази за бољим животом.  Према казивању његове ћерке Нате...
...Вучко није хтео да буде слуга, па се прихватио кафане. Почео је да ради у кафани „Прилеп“ на „Маргеру“. Спретан и вредан, жељан успеха, послу је приступио као вихор. Власник кафане га је искрено волео јер је завршио многе послове за које није био задужен. Полако је читав посао препустио Вучку на обострано задовољство. Али, не лажи враже, избио је Први светски рат.Ниш је тада имао 25.000 становника, а пошто је постао престоница рата, у њему се окупило много људи. Млади механичар морао је да напусти посао и постане српски војник...
У Великом рату Вучко Митровић упознао је све страхоте рата. Прелазак Албаније, глад, хуманитарну катастрофу војске и народа. Након што је преживео дуго ратно путовање, кренуо је на француски брод под називом „Галија“ да се опорави у Бизерти (Тунис). Негде на пола пута, немачка флота је торпедовала овај брод. У време потонућа, многи српски војници су погинули, а неки су спашени. Вучку је такође претила смрт, али је некако успео да се докопа до бале сена за коју је била причвршћена дрвена даска, па је на њој отпловио до најближе обале и тако спасао  живот.
По повратку у Ниш Вучко је радио је у неким нишким кафанама, а онда је средином 1930-их сакупио новац и купио плац у данашњој улици Николе Пашића. Саградио је кафану по свом укусу, а назвао је "Галија" по оном истом броду који су Немци потопили, све у знак сећања на погинуле другове из батерије и друге српске војнике.
По завршетку Другог свестког рата, кафана је национализована и радила је у саставу једне од највећих нишких угоститељских организација, као један од њених ОУР-а, са обавезном Титовом сликом на централном месту. Кафана је била јако добро посећена, а ко не би нашао места у Галији, одлазио је до Старе Србије, која је словила као пристојна породично-директорска кафана, па се у њу свраћало углавном ако у Галији није било места. 

Према наводима хроничара времена Симона Милчића...
...Кафан „Галија“  је била омиљено место и састајалиште Нишлија. Није мењала своје место или име. Она и данс  живи. Многи су у њој имали своје стално место. Овде су долазили глумци, писци, новинари, еминентни мајстори, мераклије. Они нешто старији људи сећају се збијених столова на олаисаномм патосу на којима се нуде мезелуци Драгана Стамболије, дугогодишњег управника ове угледне кафане у којој су специјалитет били ћевапи са луком и љуте пљескавице у два парчета запеченог хлеба на роштиљу.
Галија је имала своје златно доба које је трајало до пред крај осамдесетих 20. века, када су већ сви новоосновани кафићи у Нишу радили до зоре, а пороци (и лаки и тешки) се конзумирали у њима, да би се потуно угасила након распада Југославије 1990-тих, у време галопирајуће инфлације.
У време масовне приватизације нишких кафана, крајем 20. века кафана Галија је добила нове власнике. Обновљена је у духу новог времена, а живот у њој је поново кренуо. Али у великој конкуренцији, и најезди све екслклузивнијих угоститељских објеката, није повратила свој стари сјај култне кафане.

## Занимљивости
Сви у Нишу знају да је некадашњи чест гост кафане Галија био вођа  српске музичке рок групе „Галија”, Ненад Милосављевић и његови пријатељи, који чине овај музички састав. Они су проводећи дане у овој кафани, за име своје групе  изабрани њено име. Тако и данас они светом проносе славно име ове култне нишке кафане, и тиме је чине занимљивом за бројне туристе који долазе у Ниш. 
У време настанка ове групе нишке девојске и младићи су се  више ложиле на песнике него на кафеџије, а слушање новокомпоноване народне музике било је незамислив блам.

## Галерија
- Данашњи изглед кафане (2021)